# Котоку, Сюсуй
Дэндзиро Котоку (яп. 幸徳 傳次郎 Ко:току Дэндзиро:, более известный под псевдонимом Сюсуй Котоку (幸徳 秋水 Ко:току Сю:суй); 5 ноября 1871 года — 24 января 1911 года) — японский социалист и анархист эпохи Мэйдзи, переводчик трудов П. А. Кропоткина, журналист-радикал.

## Биография
Родился в крестьянской семье, По профессии журналист. Котоку был, наряду с Сэном Катаямой, основателем в 1898 году первого японского социалистического кружка, а в 1901 году — одним из соучредителей первой социал-демократической партии в Японии (Сякай минсюто), которая сразу же после создания была запрещена властями. В 1903—1905 годах участвовал в издании социалистической газеты «Хэймин симбун» («Народная газета»).
Возглавив левое издательство Бантехо, придал ему социалистическую и интернационалистскую окраску. Был одним из первых переводчиков на японский язык сочинений Карл Маркса и Фридриха Энгельса, в книге «Сущность социализма» (1903) сделал попытку систематически изложить марксистское учение. Вместе с Тосихико Сакаи (яп. 堺 利彦 перевёл и опубликовал «Манифест коммунистической партии».
В феврале 1905 года Котоку был арестован за антивоенную пропаганду во время русско-японской войны и приговорен к 5 месяцам тюремного заключения. Пребывание в тюрьме оказало на Котоку сильное влияние, там он прочитал книгу Петра Кропоткина «Поля, фабрики и мастерские», в результате чего переменил взгляды на более радикальные. После освобождения он прямо заявлял, что «ушел [в тюрьму] марксистским социалистом, а вернулся радикальным анархистом».
1905—1906 годы провёл в США, где углубил знакомство с европейскими политическими теориями и был впечатлён деятельностью «Индустриальных рабочих мира». В этот период был близок к революционному синдикализму и анархо-коммунизму, вступил в переписку с Кропоткиным.
В июне 1910 года Котоку вместе с 25 соратниками по революционному движению были арестованы по подозрению в планировании покушения на императора. Заговор (яп. 大逆事件 Тайгяку дзикэн) действительно имел место, но известно, что Котоку от него дистанцировался и был несправедливо обвинён. Котоку, признанный судом идейным вдохновителем заговорщиков, и ещё 10 человек были повешены после тайного судебного процесса. Вместе с ними также была казнена гражданская жена Котоку Канно Суга (1881—1911) — одна из основательниц японского женского движения. Казнь Котоку и его товарищей положила начало волне политических репрессий в Японии, на десятилетие разгромивших социалистическое движение в стране. Последние месяцы в тюрьме Котоку писал работы, в которых история христианства излагалась с точки зрения мифологической школы.